# 袁业飞
袁业飞（1972年8月19日—），男，安徽当涂人，中国天体物理学家，中国科学技术大学天文学系教授、博士生导师、原系主任，中国天文学会副理事长。

## 生平
1993年毕业于安徽师范大学物理系，1999年6月获中国科学技术大学天体物理专业博士学位。2001年1月任中国科学技术大学副教授，2005年12月晋升为教授。2002年至2003年，在美国哈佛大学天文系作高级访问学者。2007年至2014年，曾先后担任中国科学技术大学天文与应用物理系主任、中国科学技术大学天文学系主任。2014年12月起，任中国科学技术大学天文与实验中心党总支书记。

## 学术贡献
主要从事以相对论天体物理、高能天体物理为主要研究方向的理论天体物理研究工作。入选教育部2005年度“新世纪优秀人才支持计划”。2017年获国家杰出青年科学基金资助。